# Barbosa (basquetebolista)
Antônio Carlos Barbosa, conhecido como Barbosa (Bauru, 14 de abril de 1945) é um treinadores de basquetebol brasileiro. Atualmente está à frente da equipe do Ituano Basquete Feminino e ocupa o cargo de Gerente Esportivo da Confederação Brasileira de Basketball (CBB) desde 2017. Também é diretor da Associação Sem Limites, entidade social de Bauru presidida pelo empresário e advogado Edu Avallone.
Com mais de 20 anos com a camisa verde e amarela, 448 jogos internacionais e 330 vitórias no comando da Seleção de Basquete Feminino, Barbosa é reconhecido como o treinador da renovação e por implantar uma nova filosofia de jogo aplicada até os dias atuais. Barbosa já comandou a Seleção por três ocasiões: de 1976 a 1984; de 1996 a 2007 e nos Jogos Olímpicos do Rio de Janeiro de 2016. 
É também um recordista com um total de seis participações na história dos Jogos Pan-Americanos (ouro em 1971 na Colômbia; quarto lugar em 1979 em Porto Rico; bronze em 1983 na Venezuela; quarto lugar em 1999 no Canadá; bronze em 2003 na República Dominicana e prata em 2007 no Brasil) e três Olimpíadas (bronze em 2000 na Austrália; quarto lugar em 2004 na Grécia; e 2016 no Brasil), além de 10  títulos sul-americanos adultos (1972, 1978, 1981, 1997, 1999, 2001, 2003, 2005, 2006, 2016),  um juvenil (1976) e um cadete (2001).

## Biografia

### Bauru: os primeiros passos de um campeão
Barbosa se aproximou cedo pelo basquete, quando ainda era aluno do Instituto de Educação Prof. Ernesto Monte em Bauru, sua cidade natal no interior de São Paulo (329,8 km da capital paulista), arriscava alguns passes com um grupo de amigos. Em 1963, aos 18 anos, ele veio a fazer parte de uma das principais equipes de basquete juvenil da cidade - do Esporte Clube Noroeste.
Sua visão de jogo aguçada aliada à excepcional liderança de grupo, logo chamaram a atenção: ele foi convidado a ser técnico da equipe feminina do colégio em que estudava. Suas apostas táticas fizeram que o grupo de jogadoras saísse das últimas colocações nos campeonatos da cidade e chegasse a ganhar títulos em cima do rival Colégio Guedes de Azevedo, que formava a base de Bauru para as principais competições locais e regionais.
Em busca de se aprimorar como técnico, com a ajuda de seu pai, o jovem Barbosa saia de trem de Bauru em direção a São Paulo para ver os treinos da Seleção Brasileira de Basquete Masculino que se preparava para a Olimpíada de Tóquio em 1964. Ele desembarcava na Estação da Luz e pegava um ônibus em direção ao Parque Antártica onde a Seleção treinava. De manhã e à tarde, assistia aos treinos e aproveitava para conversar com alguns jogadores e com a comissão técnica. De presente, recebia algumas orientações, cartilhas e apostilas que eram lidas e relidas várias vezes e os conceitos apreendidos eram aplicados na equipe que treinava em Bauru.
Nessa mesma época, a Associação Luso Brasileira de Bauru inaugurou o seu ginásio de esportes (1966) e formou a sua primeira equipe feminina de basquete, o Basket Feminino. A convite do presidente da entidade, Barbosa foi o primeiro técnico do recém-formado grupo. Como estratégia de mudança, ele resolveu convidar as jogadoras das duas melhores equipes da cidade – a sua antiga da I.E Ernesto Monte e a rival do Colégio Guedes de Azevedo.
Aos poucos, as equipes foram recebendo a estrutura de clube, as táticas de Barbosa foram repercutindo por toda a cidade e o interior, e seu ideal visionário fez com que se despontasse nos campeonatos da Federação Paulista de Basketball.

### Da Seleção Paulista à Seleção Brasileira
O Campeonato Brasileiro de Basquete de 1968 foi realizado em Bauru entre as seleções estaduais das categorias adultas. Aos 23 anos, cinco após se destacar no comando da equipe de seu colégio, Barbosa foi convidado a ser assistente técnico da Seleção Paulista, seu primeiro contato com a rotina diária de uma seleção profissional.
No ano seguinte, ele já foi convidado a ser assistente da Seleção Feminina Paulista Juvenil e em 1970 se tornou técnico da equipe. No mesmo período, ele iniciou um trabalho como professor em escolinhas de basquete com o C.E SESI de Bauru.
Foi nessa época (1969) que Barbosa conclui sua formação em Educação Física pelo Instituto Toledo de Ensino (ITE) em Bauru. O bauruense voltaria a terminar um novo curso superior, agora em Direito, em 1984 pela mesma instituição.
Aos 26 anos, com uma carreira meteórica e vitoriosa, Barbosa se tornou assistente técnico da Seleção Brasileira, tendo idade inferior às das jogadoras da época. Ao lado do técnico Waldir Pagan Peres (1937-2014), o jovem bauruense conheceu algumas técnicas que não praticava com suas equipes. Barbosa costuma afirmar que esse foi o momento em que ele deu o primeiro salto de qualidade graças aos ensinamentos do professor Pagan.
Com essa equipe, em 1971, Barbosa conquistou a medalha de ouro dos Jogos Pan-Americanos em Cáli, na Colômbia.  Em 1972, ele continuou como assistente da Seleção e com um afastamento temporário do professor Pagan ele assumiu como técnico da Seleção.
No mesmo ano, Barbosa foi campeão do Sul-Americano em Lima, no Peru, também como assistente desta Seleção.

### Sempre em busca do aprimoramento profissional
Em 1974, surgiu a oportunidade do técnico fazer um curso de especialização nos Estados Unidos. O Conselho Nacional de Esportes estava oferecendo três bolsas de estudos para o aprimoramento dos técnicos de basquete do Brasil. De uma avaliação curricular, Barbosa foi um dos escolhidos a ficar um mês e meio em estágio em universidades norte-americanos.
O bauruense teve a oportunidade fazer estágio nas universidade Indiana State University, em Terre Haute, e Indiana University, em Bloomington. Essa era uma época em que poucos saiam do país e as referências eram raras.
Ao voltar para o Brasil, o técnico iniciou um trabalho com a equipe do Bauru Tênis Clube (BTC), ainda realizando o trabalho de escolinhas com o SESI. As jogadoras que se destacavam eram convidadas a compor um time com as melhores e muitas delas passaram a ser convocadas pela Seleção Brasileira. O trabalho de Barbosa, com os aprimoramentos trazidos do exterior, passaram a ser observados mais de perto pela Confederação Brasileira de Basquete (CBB).
Na década de 1970, a equipe do BTC se despontou entre as melhores do Brasil ganhando várias competições das quais participava nas modalidades mirim, juvenil e infantil. Foi nesse período que as jogadoras Wania Teixeira, as irmãs Tereza e Ana Camilo, Jane, Solange Maria de Castro e Evanilda formadas por Barbosa começaram a se destacaram, além de revelar Suzete e Simone.
Com Barbosa, o BTC levou os títulos de:
- 1972 – campeão categoria mirim do Campeonato Estadual Paulista
- 1972 – campeão categoria infantil do Campeonato Estadual Paulista
- 1972 – campeão categoria juvenil do Campeonato Estadual Paulista
- 1973 - campeão categoria infantil do Campeonato Estadual Paulista
- 1973 – campeão categoria juvenil do Campeonato Estadual Paulista
- 1974 – campeão categoria infantil do Campeonato Estadual Paulista
- 1975 – campeão categoria infantil do Campeonato Estadual Paulista
- 1975 – campeão categoria juvenil do Campeonato Estadual Paulista
- 1976 – campeão categoria juvenil da I Copa Brasil
- 1978 – campeão categoria juvenil do Campeonato Estadual Paulista

Esse é conhecido como a época dourada do basquete feminino de Bauru.
Ao mesmo tempo, Barbosa comandava a Seleção Paulista e acumulou uma série de títulos
- 1968- campeão categoria adulto em Bauru (assistente técnico)
- 1969 – campeão categoria juvenil em Brasília (assistente técnico)
- 1970 – campeão categoria juvenil em Feira de Santana
- 1970 – campeão categoria adulto em Livramento
- 1971 – campeão categoria juvenil em São Bernardo
- 1972 – campeão categoria juvenil em São Caetano
- 1974 – campeão categoria juvenil em Caxias do Sul
- 1974 – campeão categoria estudantil em Campinas
- 1975 – campeão categoria estudantil em Brasília (essa foi a primeira convocação da Rainha Hortência para uma Seleção)
- 1976 – campeão categoria estudantil em Porto Alegre
- 1976 – campeão categoria juvenil em Recife
- 1978 – campeão categoria estudantil em Aracaju
- 1979 – campeão categoria adulto em São Luiz
- 1981 – campeão categoria adulto em Joinville
- 1984 – campeão categoria adulto em Recife

### O basquete dourado de Bauru sob o comando de Barbosa
É inquestionável que a melhor fase do basquete feminino de Bauru foi sob o comando de Barbosa. As inovações do técnico fizeram com que Bauru se despontasse no cenário estadual.
Com Barbosa, Bauru levou 16 títulos dos Jogos Regionais, sendo vários na sequência: em 1965- 1967-1968-1969-1970-1972-1973-1974-1975-1976-1979-1980-1981-1982-1983-1987.
São dois títulos dos Jogos Abertos do Interior, sendo o primeiro em 1975 em Pirassununga e o outro em 1978 em Americana, além do título de campeão dos Jogos Abertos de Poços de Caldas (MG) em 1972.
As equipes de Barbosa também conquistaram o Troféu Bandeirantes quatro vezes: 1972 – 1974 – 1976 – 1981.

### A era Barbosa: época de mudança, técnica e renovação
Em 1975, a Seleção Brasileira Feminina desapontou no Mundial da Colômbia ficando na 12º colocação (penúltimo lugar da tabela geral de classificação). Era um claro sinal de que era preciso renovar a equipe. Com o destaque dos trabalhos de Barbosa com as jovens jogadoras, ele foi convidado, em 1976, a iniciar uma nova fase na Seleção.
O treinador assumiu a Seleção se espelhando na filosofia de jogo da Escola Asiática. Com a baixa estatura das jogadoras, Barbosa aliou a velocidade, com a precisão dos arremessos; um jogo de transição com marcação forte e contra-ataque eficaz. Ele também foi o primeiro a ter um preparador físico no lugar de um assistente técnico em sua comissão, priorizando, assim, pelo condicionamento físico do grupo.
Barbosa apostou na renovação convocando pela primeira vez as atletas Hortência Marcari (com 17 anos e depois viria a ser a maior cestinha da Seleção sendo intitulada de Rainha Hortência), Maria Paula Silva (com 14 anos e depois viria a se tornar a segunda maior cestinha com a verde e amarela sendo reconhecida como Magic Paula pela precisão nos arremessos), Vânia Somaio Teixeira (16), Marta de Souza Sobral (16), Vânia Hernandez de Souza, Maria Angélica Gonçalves da Silva, a Branca, e Solange Maria de Castro. Estava aberto um novo ciclo de mudança na Seleção.
Com o comando da Seleção, o técnico sempre esteve aprimorando suas habilidades no exterior, especialmente nos Estados Unidos, onde acompanhava os treinamentos e os jogos universitários da National Collegiate Athletic Association (NCAA) e teve passagem pela University Portland, em Portland (1978)
Barbosa participou do International Basketball Coaching Seminar (uma das mais importantes clínicas técnicas de basquete do mundo) em 1978 na cidade de S. Louis, em 1979 em Salt Lake City; em 1980 em Indianapólis; e em 1982 em New Orleans.
O bauruense comandou o Brasil juvenil e adulto em várias conquistas internacionais em oito anos de trabalhos:
- 1971 - medalha de ouro nos Jogos Pan-Americanos de Cáli, na Colômbia (assistente)
- 1976 - campeão do Sul-Americano Juvenil
- 1977 – vice-campeão do Sul-Americano
- 1978 – campeão do Sul-Americano na Bolívia
- 1978 – campeão juvenil das Américas (Copa Pan-Americana)
- 1979 – 4º lugar no Pan-Americano de San Juan, em Porto Rico
- 1979 - 9º lugar no Mundial na Coreia
- 1981 - campeão do Sul-Americano no Peru
- 1983 – 5º lugar no Mundial em São Paulo
- 1983 – medalha de bronze no Pan-Americano de Caracas, na Venezuela

### A marca Barbosa no esporte bauruense
Com sua saída da Seleção em 1984, Barbosa voltou a Bauru. Na gestão do prefeito Tuga Angerami, ele assumiu o cargo de Diretor de Esportes. Em 1989, na gestão de Izzo Filho, a Diretoria de Esportes foi reformulada em Secretaria de Cultura, Esportes, Lazer e Turismo, e Barbosa foi mantido no cargo de Secretário.
Como marca de sua gestão, Barbosa investiu na ampliação das estruturas municipais para a prática e o treinamento de variadas modalidades esportivas. Foram construídos quatro estádios distritais e realizada a reforma de outro, além da construção dos primeiros três ginásios esportivos da cidade.
Com Barbosa de secretário, foram construídos os estádios distritais:
- Estádio Distrital Antonio Milagre Filho- no bairro Vila Nova Esperança (atualmente com uma pista de atletismo de 7 mil metros quadrados e oito raias)
- Estádio Distrital Toninho Guerrreiro - Núcleo Mary Dota
- Estádio Distrital Waldemar de Brito- Vila Paulista
- Estádio Distrital Edson Pereira Leite - Vila São Francisco

Foi realizada a reforma do Estádio Distrital no Jardim Petrópolis.
Foram construídos os ginásios:
- Ginásio de Esportes Guilherme Dal Colletto- no bairro Vila Industrial
- Ginásio de Esportes Izaat Muhamed Saadhe - na Vila Bela Vista
- Ginásio de Esportes Raduan Trabulsi Filho - Vila Santa Luzia

### Retorno à seleção em alto estilo: novas mudanças e renovações
Em 1996, o técnico estava de volta à Seleção Brasileira comandando a equipe juvenil e logo em seguida a categoria adulta até 2007. Seu retorno foi em um momento diferente de sua primeira passagem, pois o basquete feminino estava alta, com títulos Pan-Americano (1991), Mundial (1994) e medalha de prata Olímpica (1996), mas foi preciso renovar pois as atletas da época dourada do Brasil começaram a se aposentar.
O Brasil perdia os principais nomes do basquete: a Rainha Hortência e Magic Paula dois anos depois. Barbosa seguiu com a experiência da ala Janeth Arcain e da pivô Alessandra Santos de Oliveira que deram uma boa base para o grupo que se renovava.
Com a sua volta ao comando da Seleção Brasileira Feminina Juvenil (1996) e a Adulta (1997), Barbosa implantou sua filosofia de jogo e sua visão de renovação. Com isso, todas as equipes capitaneadas por ele ficaram entre as quatro primeiras do mundo, mesmo com o afastamento de jogadoras que foram destaque em sua primeira passagem. Barbosa retornou continuando sua ideia de renovação aliada à filosofia de jogo.
Suas conquistas mais emblemáticas aconteceram em 1997 na Copa América em São Paulo, em 2000 na Olimpíada realizada em Sydney, na qual o basquete feminino levou a medalha de bronze, e a de prata nos Jogos Pan-Americanos do Rio, em 2007.
Na conquista da medalha de bronze na Austrália, Barbosa acreditou na garra de cinco estreantes em Seleção (Kelly da Silva Santos; Adriana Moisés Pinto – Adrianinha; Lilian Cristina Lopes Gonçalves; Cláudia Maria das Neves – Claudinha; e Ilisaine Karen David, a Zaine ) e tembém no retorno de Helen Luz.
Nessa segunda passagem pela Seleção, Barbosa também acreditou e lançou as atletas: Micaela Martins Jacintho; Iziane Castro Marques; Jacqueline Godoy; Karen Rocha; Patricia de Oliveira Ferreira, a Chuca; Silvia Cristina Gustavo Rocha; Graziane de Jesus Coelho; Fabianna Catunda Manfredi; Érika Cristina de Souza; Jucimara Evangelista Dantas, a Mamá; Soeli Garvão Zakrzeski, a Êga; e Karla Costa.
Alguns títulos conquistados na segunda passagem pela Seleção:
- 1996 - campeão juvenil Sul-Americano
- 1996 - campeão juvenil das Américas (Copa Pan-Americana)
- 1997 – campeão da Copa América em São Paulo
- 1997 - campeão do Sul-Americano no Chile
- 1997 – 4º lugar no Mundial Juvenil em Natal (RN)
- 1998 – 4º lugar no Mundial da Alemanha
- 1999 - campeão Pré-Olímpico em Cuba
- 1999 - campeão do Sul-Americano no Brasil
- 1999 – 4º lugar no Pan-Americano de Winnipeg, no Canadá
- 2000 – medalha de bronze na Olimpíada de Sydney
- 2001 - campeão do Sul-Americano no Peru
- 2001 – campeão categoria cadete no Equador
- 2002 – 7º lugar no Mundial da China
- 2002- vice campeão da Copa America Sub 20 no Brasil
- 2003 - campeão Pré-Olímpico no México
- 2003 - campeão do Sul-Americano no Equador
- 2003 – medalha de bronze no Pan-Americano de Santo Domingo, na República Dominicana
- 2004 – 4º lugar na Olimpíada na Grécia
- 2005 - campeão do Sul-Americano na Colômbia
- 2005 - vice-campeão do Sul-Americano Juvenil
- 2006 - campeão do Sul-Americano no Paraguai
- 2006 – 4º lugar no Mundial em São Paulo (SP)
- 2007 – medalha de prata no Pan-Americano do Rio de Janeiro

Em 2003, Barbosa realizou estágio na NBA no Denver Nuggets, em Denver, e retornou em 2006 no Washington Wizzards.
De 2007 a 2009, a convite da CBB, Barbosa coordenou as categorias de base, orientou os técnicos e acompanhou as atividades em competições pelo país e no exterior.

### A marca de Barbosa nas principais equipes do país

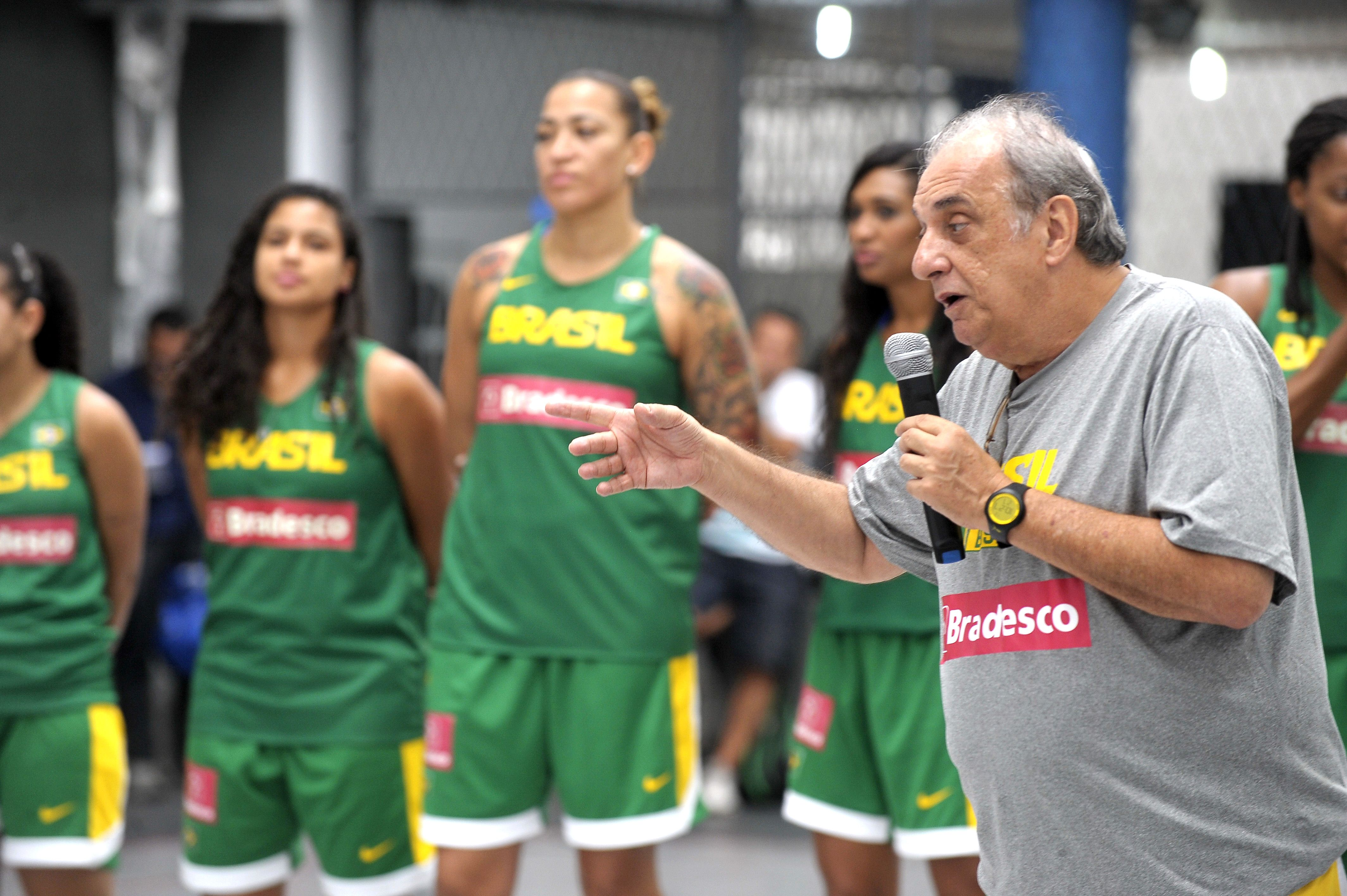
O técnico da seleção brasileira de basquete feminino em 2016, Antônio Carlos Barbosa (Tânia Rêgo/Agência Brasil)

Foi sob o comando de Barbosa, que o BTC de Bauru teve suas principais conquistas no basquete feminino, se destacando entre os principais do país.  Foram nove títulos nos Campeonatos Estaduais, sendo um na categoria mirim (1972), quatro na categoria infantil (192 – 1973 – 1974 e 1975) e outros quatro com o juvenil (1972 – 1973 - 1975 e 1978), além de um título juvenil na I Copa Brasil (1976).
Barbosa foi campeão do Campeonato Paulista em 1994 e Brasileiro em 1995 com as atletas da UNIMEP/Piracicaba. Com a mesma equipe, o treinador levou os Jogos Abertos do Interior (1994), Jogos Regionais (1994) e Troféu Imprensa (1994).
Em 1995, com o comando da equipe de Sorocaba, Barbosa foi campeão do Campeonato Sul-Americano Interclubes e do Campeonato Pan-Americano Interclubes.
No mesmo ano, pela UNIMEP/Piracicaba, o técnico levou a Taça Brasil.
E no ano seguinte, em 1996,voltou a ser campeão paulista com a MICROCAMP/Campinas.
Em 2000, Barbosa voltou a ser campeão dos Jogos Abertos do Interior agora com a equipe do QUAKER/Jundiaí.
Em janeiro de 2011, a equipe de C.E Ourinhos convidou o bauruense para treinar o grupo na 1ª Liga de Basquete Feminino duas rodadas antes do término dos play-offs. Barbosa recebeu a equipe em quinto lugar e a levou para as finais da competição, conquistando o vice-campeonato.
O experiente técnico deixou o comando em 2012, deixando os títulos de vice-campeão das temporadas 2010/11 e 2011/12 do Campeonato Brasileiro, do Campeonato Paulista (2012) e do Sul-Americano de Clubes (2012) e o campeão dos Jogos Regionais em 2012.
Barbosa assumiu como manager do Maranhão Basquete na disputa da Liga de Basquete Feminino (LBF) 2013/2014 ficando com a terceira colocação e no ano seguinte assumiu como técnico e garantiu o quarto lugar ao clube no torneio. Após sua saída, Barbosa se dedicou à realização de clínicas técnicas e palestras, sempre atento às competições do basquete feminino.

### O desafio de uma Olimpíada no Brasil
Desde a saída de Barbosa do comando da Seleção em 2007, o Brasil sofreu uma série de decepções. Depois de ficar com a última vaga para os Jogos de Pequim 2008 no Pré-Olímpico Mundial, a equipe se despediu com o 11º lugar na China. Em Londres 2012, a nona colocação também deixou um gosto amargo. Situação que se repetiu em Mundiais: nono lugar em 2010 e 11º em 2015, na Turquia, quando a Seleção arrancou uma vitória heroica sobre o Japão e evitou o maior vexame da história.
Oito anos após conquistar a medalha de prata nos Jogos Pan-Americanos do Rio, em 2007, Antonio Carlos Barbosa voltou a comandar a seleção brasileira de basquete feminino pela terceira vez na carreira. A aposta no treinador a menos de seis meses da Olimpíada no país,  está diretamente ligada ao seu extenso currículo de vitórias e à capacidade de inovar em um curto espaço de tempo.

Mesmo com pouco tempo disponível para treinar a equipe, Barbosa tem se mostrado otimista com a Seleção para os Jogos Olímpicos do Rio:
“Nosso objetivo é pensar em pódio, não podemos pensar pequeno e nem ter medo da responsabilidade de criarmos expectativas. Se não chegarmos ao pódio com certeza vamos ficar próximo”, apontou em entrevista concedida à Federação Paulista de Baskteball.
O primeiro desafio internacional na sua volta ao comando da Seleção em 2016 foi a disputa do Sul-Americano na Venezuela. Barbosa voltou a impor um novo estilo de jogo para a Seleção, mesclando jogadoras novatas e veteranas. O resultou foi mais do que positivo: a Seleção Brasileira Adulta Feminina conquistou pela 26ª vez o título invicto do Campeonato Sul-Americano da Venezuela. Desde a competição de 1986, o Brasil acumula 84 vitórias em 84 jogos e chega ao 16º título invicto seguido.
Barbosa conquistou seu nono título invicto do Sul-Americano de um total de dez, com um excelente desempenho na competição com 57 vitórias em 58 jogos na carreira.
Os quatro primeiros colocados (Brasil, Venezuela, Colômbia e Argentina) do Campeonato Sul-Americano se classificaram para a Copa América-Pré mundial de 2017 .
Campanha invicta da seleção no Sul-Americano da Venezuela:
Primeira fase
- 20/05 Brasil 115 x 42 Uruguai
- 21/05 Brasil 104 x 54 Chile
- 22/05 Brasil  76 x 55 Colômbia
- 24/05 Brasil 128 x 35 Paraguai

Semifinal
- 25/05 Brasil 73 x 57 Argentina

Final
- 26/05 Brasil 94 x 75 Venezuela

Uma semana após o título do Sul-Americano, Barbosa realizou a convocação preliminar da equipe que vai disputar a Olimpíada no Rio de Janeiro. Foram chamadas as 15 jogadoras que estiveram na lista para o Campeonato Intercontinental e mais Clarissa, Damiris e Érika, que atuam na WNBA.

Por ser país-sede e sétimo do mundo, o Brasil ficou como cabeça de chave no Grupo A e terá como adversárias na primeira fase Austrália (2ª), França (4ª), Belarus (10ª), Turquia (10ª) e Japão (16ª), todas essas definidas no Torneio Pré-Olímpico Mundial realizado em Nantes, na França. A distribuição dos grupos foi baseada na colocação das seleções no ranking da Federação Internacional de Basquetebol (Fiba). Segunda colocada, a Austrália foi colocada no lado brasileiro e a terceira, Espanha, no americano.
"Não existe grupo fácil. Sabíamos desde o início que precisávamos de uma equipe competitiva e em condições de trabalhar para tentarmos buscar as vitórias e uma boa classificação, independente dos adversários. Já imaginávamos que cairíamos com o quinto colocado do Pré-olímpico e que Espanha e França seriam divididas entre os dois grupos. Não tive nenhuma surpresa, apenas tiramos a dúvida das divisões dos grupos. Todas as equipes que saíssem do Pré-Olímpico Mundial seriam boas", apontou em entrevista concedida à Confederação Brasileira de Basketball
A primeira série de amistosos para a preparação olímpica ocorreu em julho contra a equipe da França. A equipe comandada por Barbosa sofreu três derrotas na casa das francesas: 81 x 54; 82 x 59; e 79 x 53.
“Não posso estar satisfeito com três derrotas, mas tenho que ter a percepção e não ser passional para analisar com tranquilidade. Precisamos entender que enfrentamos uma equipe que está em ritmo total de jogo. Veio do Pré-Olímpico Mundial, onde se preparou muito bem, além de ter sido vice-campeã olímpica, enquanto o Brasil está iniciando o ritmo e está incompleto, sem as duas pivôs consideradas titulares. A França é forte dentro do garrafão. Mas eu vejo situações positivas com o time se entregando e defendendo mais. Sigo vendo uma equipe com muita possibilidade de bons resultados, principalmente quando estiver completa”, avaliou Barbosa.
Logo após a derrota na França, a Seleção Feminina voltou a treinar em Campinas. Aos poucos, Barbosa definiu a equipe que enfrentaria os próximos amistosos e estaria na Olimpíada do Rio de Janeiro. Com média de idade de 29,2 anos e 1,83 de mádia de altura, as convocadas foram:
- Adriana Moisés Pinto Mafra – Armadora – 37 anos – 1,70m – Uninassau / América (PE) – SP
- Clarissa Cristina dos Santos – Pivô – 28 anos – 1,82m – Chicago Sky (EUA) – RJ
- Damiris Dantas do Amaral – Ala/pivô – 23 anos – 1,92m – Corinthians/Pague Menos/Americana (SP) – SP
- Érika Cristina de Souza – Pivô – 34 anos – 1,96m – Chicago Sky (EUA) – RJ
- Isabela Ramona Lyra Macedo – Ala – 22 anos - 1,80m – Sampaio Basquete (MA) – BA
- Iziane Castro Marques – Ala – 34 anos – 1,82m – Sampaio Basquete (MA) – MA
- Joice Cristina de Souza Rodrigues – Armadora – 29 anos – 1,76m – Corinthians/Pague Menos/Americana (SP) – SP
- Kelly Santos Muller– Pivô – 36 anos – 1,93m – Uninassau / América (PE) – SP
- Nádia Gomes Colhado – Pivô – 27 anos – 1,95m – Sampaio Basquete (MA) – SP
- Palmira Cristina Marçal – Ala –32 anos – 1,78m – Sampaio Basquete (MA) – SP
- Tainá Mayara da Paixão – Armadora – 24 anos – 1,72m – Uninassau / América (PE) – SP
- Tatiane Pacheco Nascimento – Ala – 25 anos – 1,81m – Uninassau / América (PE) – SP

No fim do mês de julho, a Seleção realizou dois amistosos contra a equipe japonesa em Campinas, todos bem sucedidos: (70 x 54; 87 x 74).
No dia 1º de agosto, a Seleção se apresentou na Vila Olímpica. Na semana da abertura da Rio 2016, a Seleção de Barbosa fez um amistoso contra a Sérvia (81 x 90) e outro contra a China (73 x 66) no Rio de Janeiro.
Em seus jogos na Olimpíada, a Seleção não obteve resultados que garantissem sua passagem além da fase de classificação.
Logo na abertura,  a Seleção Brasileira Feminina de Basquete acabou superada pela Austrália por 84 a 66.
A segunda apresentação contra as japonesas também foi com derrota e placar de 82 a 66 (47 a 33 no primeiro tempo).
Depois de liderar boa parte do terceiro jogo, o Brasil foi superado por dois pontos pela Bielorrússia: 65 a 63 (35 a 40 no primeiro tempo).
A quarta derrota seguida, e que já cravou a saída da Seleção antes das quartas de final dos Jogos Olímpicos, ocorreu contra a França: 74 a 64 (35 a 29 no primeiro tempo).

A Seleção encerrou sua participação nos Jogos Olímpicos do Rio de Janeiro 2016 ao ser superado pela Turquia por 79 a 76, na segunda prorrogação (60 a 60 no tempo normal e 70 a 70 na primeira prorrogação), na Arena da Juventude, em Deodoro, zona oeste do Rio. A equipe nacional terminou em sexto e último lugar no grupo “A”, com cinco pontos (cinco derrotas), e não se classificou para as quartas de final.
“Faltou que elas tivessem muitos jogos internacionais para diminuir a diferença de nível do basquete que elas jogam internamente para o de nível internacional. Com a exceção do jogo do Japão, fizemos jogos muito bons. Faltou pouco. De antemão, não havia cobrança no basquete feminino. A modalidade estava desacreditada
Em 31 de agosto, como já esperado e mencionado pelo treinador, a Confederação Brasileira de Basquete anunciou a sua saída como técnico da Seleção.

#### Condução da tocha olímpica
Desde que foi anunciada a passagem da tocha olímpica por sua cidade natal, Barbosa não escondeu a sua alegria e se colocou a disposição para ser um dos 32 condutores que seriam nomeados. No entanto, em um ato falho, a administração de Bauru deixou de fora o medalhista olímpico e campeão mundial do revezamento da tocha pelas ruas da cidade. O esquecimento causou indignação nas redes sociais e na mídia local, e um movimento em favor do técnico foi criado.

Após a indignação nas redes, o Comitê Olímpico Brasileiro e a administração da cidade de Americana, no interior de São Paulo, fizeram o convite ao treinador e ele pode se emocionar com a condução do símbolo olímpico.
"Enquanto caminhava pelas ruas com o símbolo olímpico, muitas lembranças passaram pela minha cabeça e tive que conter as lágrimas: momentos de vitórias com a Seleção, as derrotas que nos ensinaram a seguir em frente de cabeça levantada e, claro, cada um dos momentos em que apostei na defesa e valorização do basquete feminino. Pela terceira vez, estarei em uma Olimpíada vestindo a camisa verde e amarelo que representa milhares de brasileiros. Senti como se a chama da tocha me trouxesse a mensagem de que o basquete do Brasil está pronto para ir o mais longe possível. Agora, mais do que nunca, estou pronto e muito otimista", mencionou o treinador em texto publicado no Jornal da cidade de Bauru.

### De volta à CBB em 2017
Com o apoio da maior parte das federações estaduais e também de ex-atletas, Guy Rodrigues Peixoto Júnior foi eleito o novo presidente da CBB para o quadriênio 2017/2021 com a chapa Transparência. Por ter apoiado a candidatura do novo presidente e ter sido um forte cabo eleitoral, Barbosa assumiu em agosto como Gerente Esportivo.
Logo no começo da nova gestão, foi anunciado o fim da suspensão imposta pela Federação Internacional de Basquete à Confederação Brasileira de Basquete em novembro de 2016, ainda durante a gestão Carlos Nunes.
Em agosto de 2017, Barbosa esteve com o grupo feminino na Argentina para a disputa da Copa América (o técnico da Seleção foi o experiente Carlos Lima). O Brasil não fez uma boa campanha, terminando em quarto lugar e ficando fora do Mundial do ano que vem. No mesmo mês, o ex-técnico da seleção feminina de basquete auxiliarou a seleção masculina de Camarões durante a preparação da equipe, no Brasil, para a Copa Africana de Nações, que será realizada em setembro, na Tunísia.

## Passagens pela Seleção Brasileira
- 1971 a 1976 - assistente técnico
- 1976 a 1984 - primeira passagem como técnico
- 1996 a 2007 - segunda passagem como técnico
- 2007 a 2009 - coordenador das categorias de base (orientou os técnicos e acompanhou as atividades em competições pelo país e no exterior)
- 2015/2016 - terceira passagem como técnico
- 2017 - Gerente Esportivo

### Recordes na seleção
O mais jovem assistente técnico
Aos 26 anos, com uma carreira meteórica e vitoriosa, Barbosa se tornou assistente técnico da Seleção Brasileira, tendo idade inferior às das jogadoras da época.
 O mais jovem treinador
Barbosa assumiu o comando técnico da Seleção Brasileira de Basquetebol Feminino aos 30 anos, em 1976
 Número de jogos internacionais
Com mais de 20 anos com a camisa verde e amarela, 437 jogos internacionais e 327 vitórias
 Passagens por Olimpíadas como técnico
Com o comando da Seleção Brasileira nos Jogos Olímpicos do Rio de Janeiro em 2016, Barbosa se consolida como o único técnico brasileiro a ir em três edições da competição:
- 2000 - medalha de bronze nos Jogos Olímpicos na Austrália
- 2004 - quarto lugar nos Jogos Olímpicos na Grécia
- 2016 - Jogos Olímpicos Rio 2016

### Principais títulos e classificações com a seleção
Jogos Olímpicos
- 2000 – medalha de bronze na Olimpíada de Sydney, na Austrália
- 2004 – 4.º lugar na Olimpíada de Atenas, na Grécia

Campeonatos pré-olímpicos
- 1999 - campeão do Pré-Olímpico em Cuba
- 2003 - campeão do Pré-Olímpico no México

Campeonatos mundiais
- 1979 - 9.º lugar no Mundial na Coreia do Sul
- 1983 – 5.º lugar no Mundial em São Paulo
- 1997 – 4.º lugar no Mundial Juvenil em Natal
- 1998 – 4.º lugar no Mundial da Alemanha
- 2002 – 7.º lugar no Mundial da China
- 2006 – 4.º lugar no Mundial em São Paulo

Campeonatos pré-mundiais
- 1997 - campeão do Pré-Mundial em São Paulo
- 2001 - campeão do Pré-Mundial em São Luiz
- 2005 - vice-campeão na República Dominicana

Jogos pan-americanos
- 1971 - medalha de ouro nos Jogos Pan-Americanos de Cáli, na Colômbia
- 1979 – 4º lugar no Pan-Americano de Porto Rico
- 1983 – medalha de bronze no Pan-Americano da Venezuela
- 1999 – 4º lugar no Pan-Americano no Canadá
- 2003 – medalha de bronze no Pan-Americano na República Dominicana
- 2007 – medalha de prata no Pan-Americano do Rio de Janeiro

Campeonato sul-americanos
- 1976 - campeão do Sul-Americano Juvenil
- 1977 – vice-campeão do Sul-Americano no Peru
- 1978 – campeão do Sul-Americano na Bolívia
- 1981 - campeão do Sul-Americano no Peru
- 1997 - campeão do Sul-Americano no Chile
- 1999 - campeão do Sul-Americano no Brasil
- 2001 - campeão do Sul-Americano no Peru
- 2001 – campeão categoria cadete no Equador
- 2003 - campeão do Sul-Americano no Equador
- 2005 - campeão do Sul-Americano na Colômbia
- 2005 - vice-campeão do Sul-Americano Juvenil
- 2006 - campeão do Sul-Americano no Paraguai
- 2016 - campeão do Sul-Americano na Venezuela

Copa Pan-Americana
- 1978 – campeão juvenil das Américas
- 1996 - campeão juvenil das Américas

Copa Pan-Americana para Juniors Team
- 1977 - vice-campeão em Squaw Valley nos Estados Unidos
- 1978 - campeão no Peru

Principais torneios amistosos
- Campeão do Quadrangular Póvoa do Varzim-Brazil-Australia-Coreia-Portugal
- Campeão do Torneio Cidade do Rio de Janeiro-Brasil-Usa-Argentina-Cuba

## Clubes
- Instituto de Ensino Ernesto Monte de Bauru - 1963/1966
- Associação Luso Brasileira de Bauru - 1966/1972 e 1986/1989
- C.E.do SESI de Bauru - 1969/1975
- Bauru Tênis Clube (BTC) -1972/1986
- UNIMEP/Piracicaba - 1993/1995
- LEITES NESTLÉ/Sorocaba - 1995/1996
- MICROCAMP/Campinas - 1996/1998
- QUAKER/Campinas - 1999/2000
- QUAKER/Jundiaí - 2000/2001
- C.E.de Ourinhos - 2011/2012
- Catanduva Basket -2013
- Maranhão Basket - 2013/2014
- Ituano Basquete - 2017-ataual

### Principais títulos em clubes

#### Campeonato Sul-Americano de Clubes
- 1995 - campeão com o LEITES NESTLÉ/Sorocaba
- 2012 - vice-campeão com o C.E Ourinhos

#### Campeonato Pan-Americano Interclubes
- 1995 - campeão com o LEITES NESTLÉ/Sorocaba

#### I Copa Brasil
- 1976 – campeão categoria juvenil da I Copa Brasil com o Bauru Tênis Clube

#### Campeonato Brasileiro
- 1995 - campeão categoria adulto do Campeonato Brasileiro com o UNIMEP/Piracicaba

#### Liga de Basquete Feminino
- 2010/11 - vice-campeão da Liga de Basquete Feminino com o C.E Ourinhos
- 2011/12 - vice-campeão da Liga de Basquete Feminino com o C.E Ourinhos
- 2013/14 - 4º lugar da Liga de Basquete Feminino com o Maranhão Basquete

#### Campeonato Estadual Paulista
- 1972 – campeão categoria mirim do Campeonato Estadual Paulista com o Bauru Tênis Clube
- 1972 – campeão categoria infantil do Campeonato Estadual Paulista com o Bauru Tênis Clube
- 1972 – campeão categoria juvenil do Campeonato Estadual Paulista com o Bauru Tênis Clube
- 1973 - campeão categoria infantil do Campeonato Estadual Paulista com o Bauru Tênis Clube
- 1973 – campeão categoria juvenil do Campeonato Estadual Paulista com o Bauru Tênis Clube
- 1974 – campeão categoria infantil do Campeonato Estadual Paulista com o Bauru Tênis Clube
- 1975 – campeão categoria infantil do Campeonato Estadual Paulista com o Bauru Tênis Clube
- 1975 – campeão categoria juvenil do Campeonato Estadual Paulista com o Bauru Tênis Clube
- 1978 – campeão categoria juvenil do Campeonato Estadual Paulista com o Bauru Tênis Clube
- 1994 - campeão categoria adulto do Campeonato Estadual Paulista com o UNIMEP/Piracicaba
- 1996 - campeão categoria adulto do Campeonato Estadual Paulista com o MICROCAMP/Campinas

#### Seleção Paulista - Campeonato Brasileiro
- 1968- campeão categoria adulto em Bauru (assistente técnico)
- 1969 – campeão categoria juvenil em Brasília (assistente técnico)
- 1970 – campeão categoria juvenil em Feira de Santana
- 1970 – campeão categoria adulto em Livramento
- 1971 – campeão categoria juvenil em São Bernardo
- 1972 – campeão categoria juvenil em São Caetano
- 1974 – campeão categoria juvenil em Caxias do Sul
- 1974 – campeão categoria estudantil em Campinas
- 1975 – campeão categoria estudantil em Brasília (essa foi a primeira convocação de Hortência para uma seleção)
- 1976 – campeão categoria estudantil em Porto Alegre
- 1976 – campeão categoria juvenil em Recife
- 1978 – campeão categoria estudantil em Aracaju
- 1979 – campeão categoria adulto em São Luiz
- 1981 – campeão categoria adulto em Joinville
- 1984 – campeão categoria adulto em Recife